# Мавзолей Буян-Кули-хана
Мавзолей Буян-Кули-хана — мавзолей в Бухаре, построенный в 1358 году для чингизида хана Буян-Кули, правителя Чагатайского улуса. Мавзолей Буян-Кули-хана находится рядом с мавзолеем Сайф ад-Дин Бохарзи.

## Архитектурные особенности

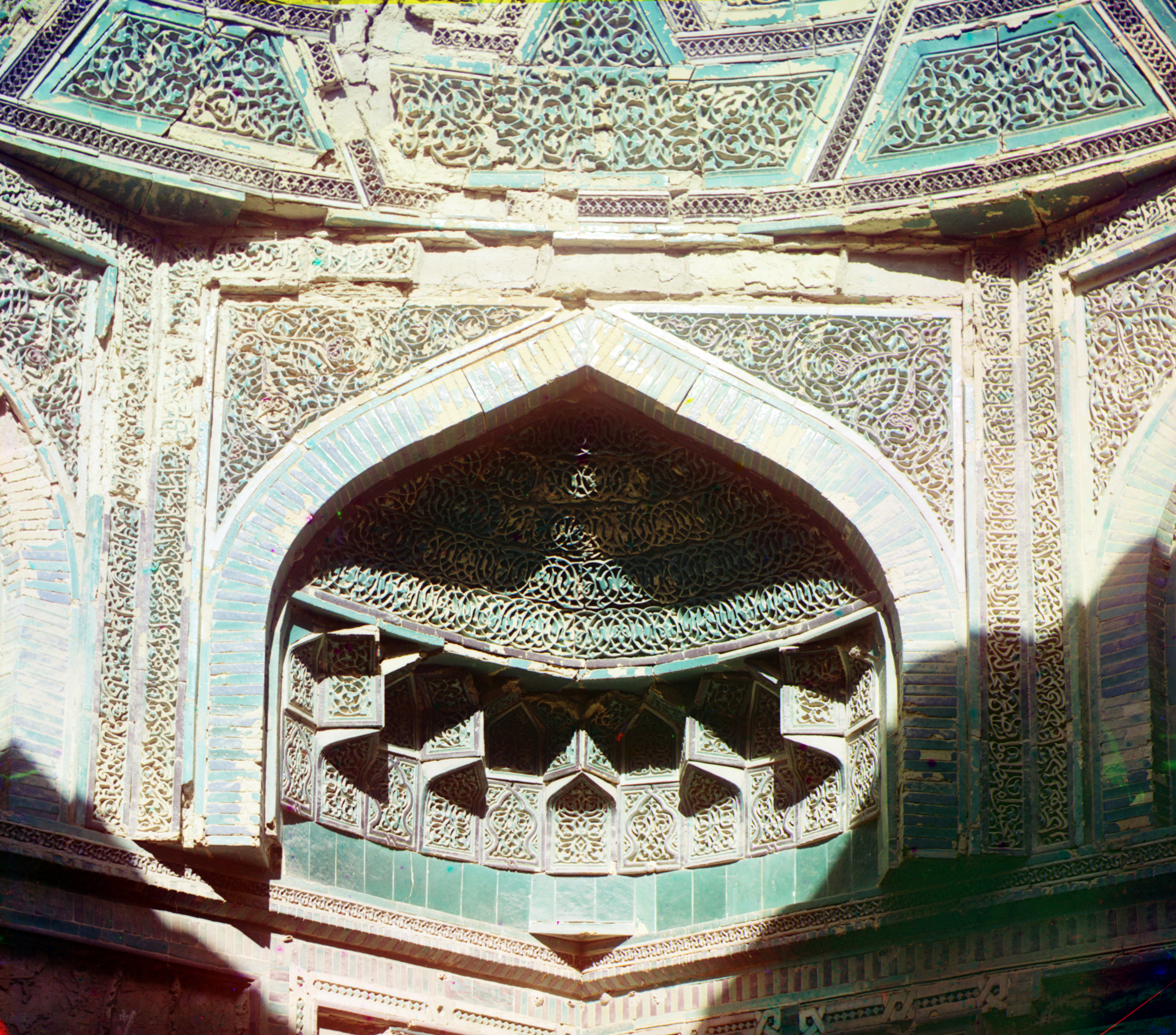
Внутри гробницы Буян-Кули-Хан. Фото С. М. Прокудина-Горского, 1905-1915

Мавзолей — небольшое прямоугольное здание, находящееся в районе Файсахан города Бухара. Фасад Здание украшено порталом, сделанным заподлицо с поверхностью стен. Портальная ниша открывается в первый зал, квадратное в плане помещение со сторонами 6 на 6 метров, над этим залом воздвигнут купол на парусах. За этим залом располагается небольшое помещение, в котором и находится гробница хана Буян-Кули. В толще стен с обеих сторон проложены коридоры, переходящие в верхней части стен в крытые галереи и ведущие на крышу.

Мавзолей снаружи и изнутри облицован. В основном используется резная терракота, покрытая бирюзовой облицовкой, разноображенная белыми, фиолетовыми и синими изразцами. Лучше всего облицовка сохранилась в центральном зале, где она покрывает не только купол, но и стены. Подобное декорование характерно для архитектуры Мавераннахра 70-80-х гг. XIV века.
Надгробный камень самой могилы хана, к сожелению был вывезен и храниться в одном из музеев Лондона.